# Simbolism fascist
Simbolismul fascist reprezintă totalitatea simbolurilor utilizate de către mișcăriile și organizațiile fasciste.

## Simbolism comun mișcărilor fasciste
Mișcările fasciste organizate au adoptat uniforme militare pentru membrii lor, utilizează simboluri naționale pentru grupurile lor și organizează marșuri în scopuri propagandistice. Mișcările fasciste sunt conduse de către un „Lider” (i.e. Duce, Führer, Caudillo etc.) idolatrizat în mod public în materialele propagandistice drept salvator al națiunii. O parte din mișcări utilizează și saltului roman.
Utilizarea simbolurilor, imagini și alte artefacte reprezintă elemente-cheie ale propagandei guvernelor totalitare și autoritare. Majoritatea adoptă simboluri de origine romană sau greacă, de exemplu folosirea de către germani a acvilei romane în timpul marșurilor, a fasciei de către italieni sau a termenului „phalanx” de falangismului spaniol.

## Utilizarea fascistă a heraldicii
Guvernele fasciste au modificat deseori simbolurile heraldice ale propriilor națiuni; în Germania, stema orașului Coburg - care conține capul Sf. Mauritius - a fost înlocuită în 1934 din cauza naturii sale religioase și neariene cu o stemă cu două simboluri: svastica și sabia. De asemenea, Turingia a ales să adauge o svastică stemei landului cu scopul de a-și scoate în evidență sprijinul pentru regimul nazist. În regimul lui Mussolini, numeroase famili și localități au adoptat un scut roșu cu o fascie pentru a denota apartenența la Patidul Național Fascist; numele acestui scut este capo del littorio. Francisco Franco, dictatorul Spaniei franchiste, a utilizat o stemă personală care conține banda regală a Castiliei, un simbol heraldic folosit de către Coroana Castiliei.

## Italia

Steagul Partidului Național Fascist din Italia.

Simbolul original al fascismului în Italia lui Benito Mussolini a fost fascia care simboliza puterea în perioada Imperiului Roman și era purtat de lictori în prezența magistraților; aceasta este un mănunchi de nuiele de mesteacăn legat cu o curea în jurul unei securi. Simbolul reprezintă puterea asupra vieții și morții. Înainte de adoptarea de către fasciștii italieni, acesta era utilizat de către organizații politice italiene de diverse culori ideologice (de la socialiști la naționaliști) și avea denumirea de Fascio („ligă”).
Culoarea neagră este specifică mișcării fascismului italian, fiind culoarea uniformelor purtate de către membrii Camășilor negre. Aceștia au fost influențați de către trupele de elită Arditi a căror soldați purtau uniforme similare. În cazul celor din urmă, culoarea neagră simboliza moartea.
Alte simboluri utilizate de către fasciștii italieni este acvila, Lupa Capitolină și mottoul SPQR, toate fiind legate de cultura istorică a Italiei pe care aceștia încercau să o revitalizeze.

## Germania
Fascismul german cuprins în ideologia nazistă era similar fascismului italian din punct de vedere ideologic și a preluate elemente precum manifestațiile, salutul roman și ceremoniile grandioase de la fasciștii italieni. Nazismul era însă diferit prin faptul că era rasist. Simbolul său principal era svastica care a început să fie utilizată de către diverse țări occidentale la începutul secolului XX. Naționaliștii völkisch din Germania au susținut că svastica este un simbol al rasei ariene pe care o descriau drept fundamentul civilizației germanice și superioară celorlalte rase.

Steagul NSDAP cu svastica în centru.

Influențați de către fascismul italian care a adaptat și introdus elemente în moștenirea lor etnică pentru a stimula sentimentul naționalist, naziștii au introdus diverse simboluri germanice antice (cu ajutorul lucrărilor misticului austro-german Guido von List) în ideologia nazistă precum runa Sowilō ca simbol pentru Schutzstaffel.
Drapelul Imperiului German a fost utilizat ca schiță pentru drapelul nazist. Culoarea maro a devenit culoarea principală a nazismului - și fascismului în general - deoarece era culoarea organizației paramilitare Cămășile brune. Alte simboluri istorice care erau deja utilizate de către armata germană înainte de instaurarea regimului nazist au fost Wolfsangel și Totenkopf.
Deși svastica era un simbol popular în artă înainte de utilizarea sa de regimentul nazist și avea o istorie bogată în diferite culturi de-a lungul istoriei, din cauza asocierii cu național socialismul, svastica este considerată astăzi ca fiind sinonimă cu această ideologie în timp ce alte simboluri sunt atât de stigmatizate în țările occidentale încât unele au fost interzise în spațiul public.

## Spania
Falanga spaniolă utiliza ca simbol jugul și săgețile care reprezintă o Spanie unită și „simbolul virtuților eroice ale rasei”. Uniforma originală a membrilor era de culoare albastră - preluată de la uniformele muncitorilor - care a fost mai târziu combinată cu bereta roșie a carliștilor pentru a reprezenta alipirea lor de către Franco.

## Polonia

Steagul Falangei Spaniole.

Câteva organizații naționaliste și de extremă-dreapta poloneze au utilizat ca simbol Szczerbiecul, sabia lui Boleslav I al Poloniei. Aceleași organizații au utilizat și sabia falangă, un simbol asociat cu extrema-dreapta din țară dup interzicerea Szczerbiecului; cea mai cunoscută mișcare care utilizează acest simbol este ONR-ul. Pe lângă acestea, toporzełul este un alt simbol utilizat.

## Alte regiuni
- Simbolul mișcării național socialiste bulgare Ranik a fost crucea solară intitulată „Bogar”.
- Fulgerul era un simbol comun pe uniformele, ziarele, insignele și steagurile partidului fascist britanic condus de Oswald Mosley. Simbolul a înlocuit fascia utilizată între 1932-1935.
- Simbolul mișcării croate Ustașa a fost litera de tipar U cu grenada aprinsă și stema Croației.
- Simbolul Regimentului 4 August din Grecia a fost lábrusul, o secure cu două capete pe care Ioannis Metaxas o considera cel mai vechi simbol al civilizației elene.
- Simbolul Partidul Crucilor cu Săgeți din Ungaria a fost crucea din săgeți.
- Frontul Patriei (în germană Vaterländische Front) din Austria care a condus țara între 1933-1938 a utilizat ca simbol crucea.
- Simbolul partidului norvegian Nasjonal Samling a fost un cruce solară de culoare aurie pe un fundal roșu.
- Simbolul Estado Novo a fost o versiune modificată a crucii lui Hristos și a scutului de pe drapelul național.
- Simbolul Mișcării Legionare din România utilizează crucea triplă care reprezintă barele unei celule. Se regăsește uneori sub denumirea de Crucea Arhanghelului Mihail.
- Mișcarea Național-Socialistă din Țările de Jos a folosit wolfsangelul ca simbol.
- Acțiunea Integralistă Braziliană (în portugheză Ação Integralista Brasileira) utilizează litera sigma.
- Mișcarea împotriva Imigrației Ilegale din Rusia, considerată drept o mișcare neonazistă moderată și legală, utilizează ca simbol un semn de circulație de culoare neagră.
- Mișcarea Naționalistă Iugoslavă are ca simbol scutul, sabia și un spic de grâu.
- Mișcările iraniene de extremă-dreapta utilizează leul și soarele ca simbol.

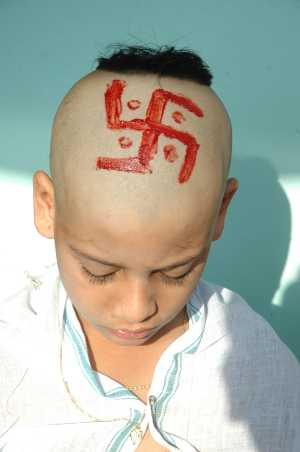
Băiat hindus cu svastica desenată pe cap într-un ritual religios.

## Context contemporan
- Cruci:
  - Cruce celtică - utilizată de grupurile neonaziste la nivel global: Forza Nuova (Italia), Stormfront, site-ul lui David Duke și Volkssozialistische Bewegung Deutschlands, un partid neonazist german interzi
  - Cruce solară - Partidul Reichului Nordic din Suedia și Ku Klux Klanul.

- Hakenkreuz - utilizată și astăzi de grupurile neonaziste precum Partidul Nazist American, skinhead-ii din São Paulo și Frontul Național Socialist din Suedia.
  - Svastica cu lame - Unitatea Națională din Rusia
- Wolfsangel:
  - Utilizat de către SS și Hitlerjugend.
  - Batalionul Azov, o miliție paramilitară care luptă cu separatiștii proruși din Estul Ucrainei.[12][13][14][15][16]
  - Roata dințată

- Soarele negru - utilizat de Batalionul Azov și Vanguard America precum și de alte grupuri ca Volksfront. Atacatorul din Christchurch și-a desenat simbolul pe arme și pe coperta manifestului.

- Lábrus - o secure cu două capete utilizată de fasciștii greci.
- Rune:
  - Algiz - Alianța Națională, Front Păgân Germanic.
  - Odal - comună printre diferitele grupuri neonaziste.
  - Sigel - pe insigna Schutzstaffel.
  - Tyr - pe insigna Reichsführerschule în Germania Nazistă și în unele cazuri utilizată de neonaziști precum Mișcarea Rezistenței Nordice.
  - Litere din alfabetul runic turcic - utilizat de către Nihal Atsız.
- Un simbol asemănător Triskelionului format din trei cifre de 7 - Afrikaner Weerstandsbeweging (în română Mișcarea de Rezistență Afrkaner).
- Mjölner este un simbol păgân utilizat de către unele mișcări neonaziste.[17]

## Dimensiunea religioasă a simbolurilor
O parte din aceste simboluri au o semnificație importantă pentru mișcări și organizații religioase precum jainism, budism și hinduism. De asemenea, acestea au un rol important în religiile păgâne moderne (neopăgânismul germanic) și șamanismul ameridian.
Fasciile sunt utilizate în stema națională a Franței, stema și logo-ul Poliției Suedeze și a Serviciilor de Securitate din Suedia, stema Cantonul elvețian St. Gallen și stema Gărzii Civile din Spania. Fasciile se regăsesc și pe stema națională a Ecuadorului.

## Galerie

Simbolul mișcării bulgare Ratnik.
Fulgerul de pe steagul partidului fascist din Marea Britanie condus de Oswald Mosley.
Simbolul mișcării Ustaşa.
Steagul utilizat de EON în timpul regimului 4 August. Se observă securea cu două capete (lábrus).
Simbolul Partidul Crucilor cu Săgeţi din Ungaria.
Steagul Frontului Patriei din Austria.
Stema partidului norvegian Nasjonal Samling.
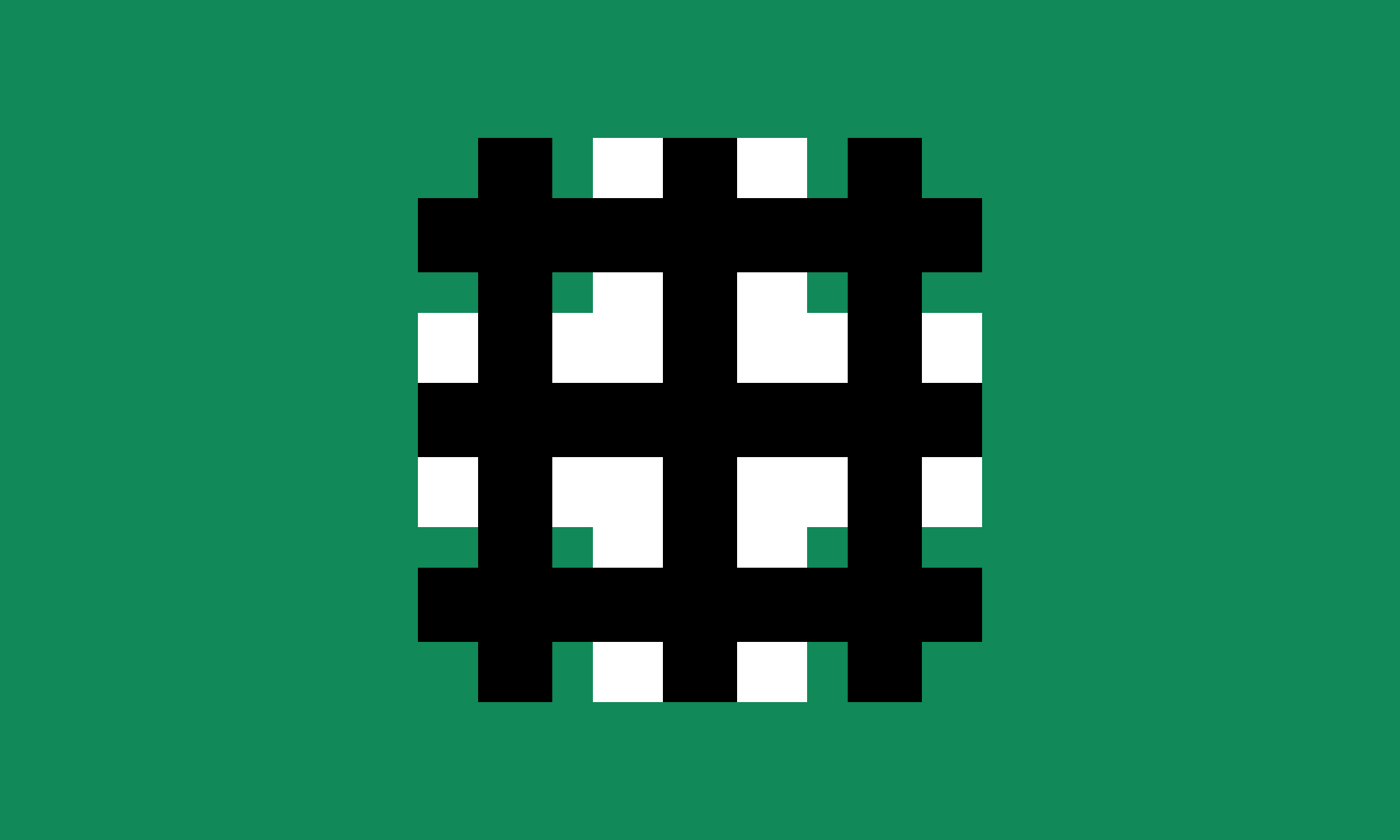
Crucea triplă de pe steagul Mișcării Legionare.
Wolfsangel pe stema Mişcării Naţional-Socialiste din Ţările de Jos
Acțiunea Integralistă Braziliană.
Mișcarea împotriva Imigrației Ilegale din Rusia.
Simbolul Mișcării Naționale Iugoslave.
Simbolul mișcărilor iraniene de extremă-dreapta.
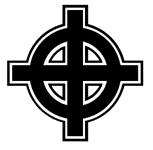
Crucea celtică.
Crucea solară.
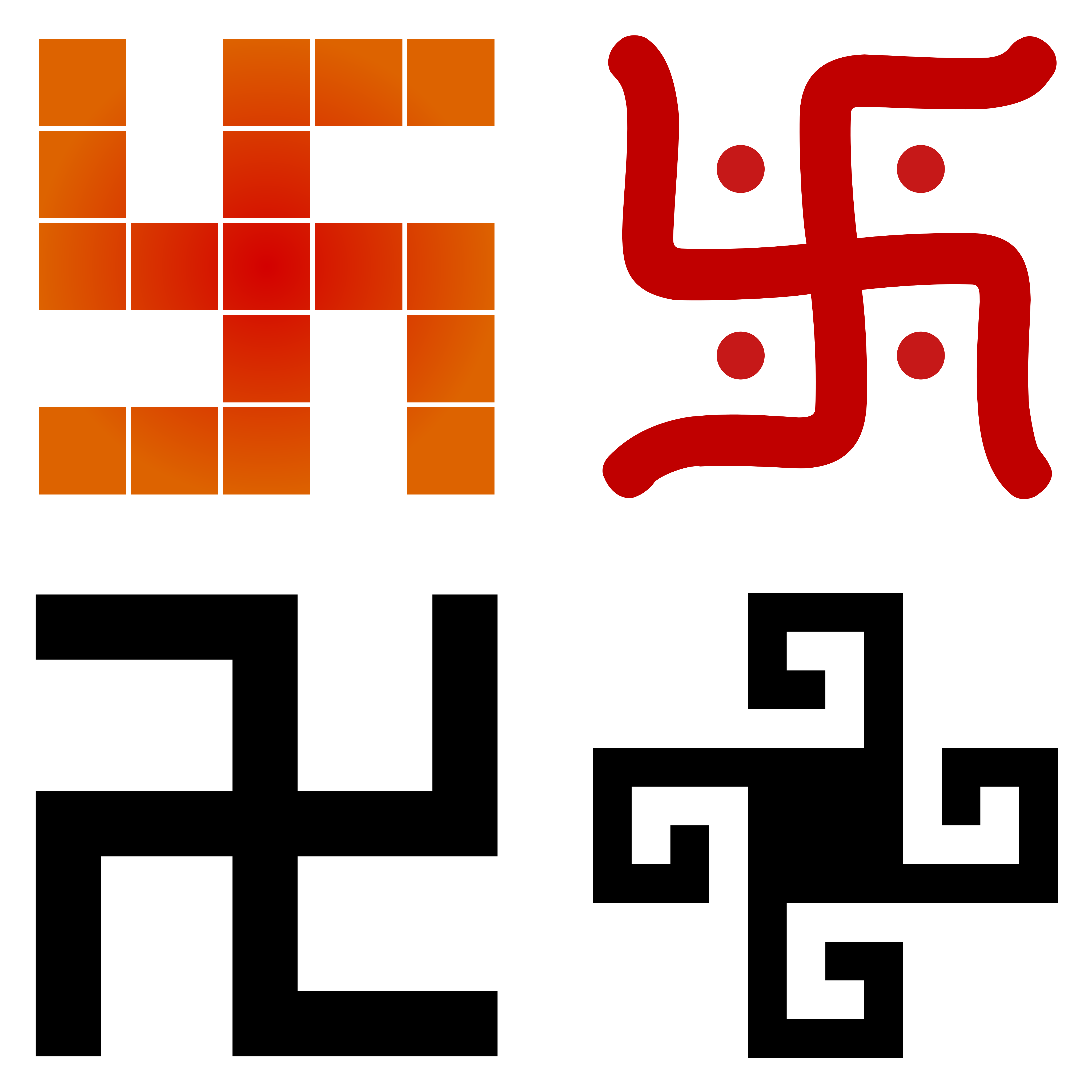
Diverse forme de svastici.
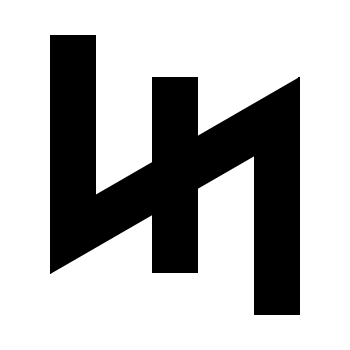
Wolfsangel.
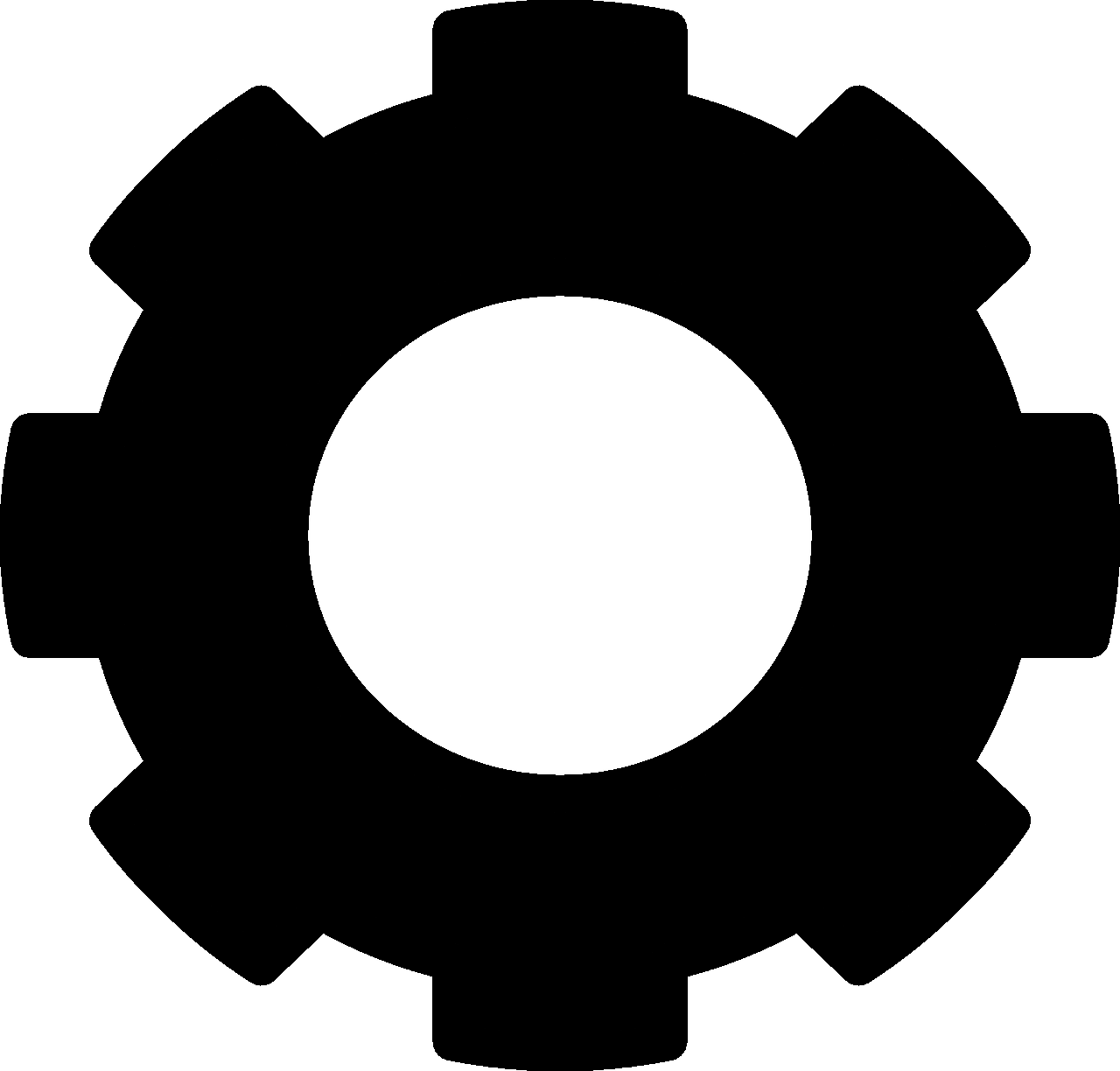
Roată dințată.
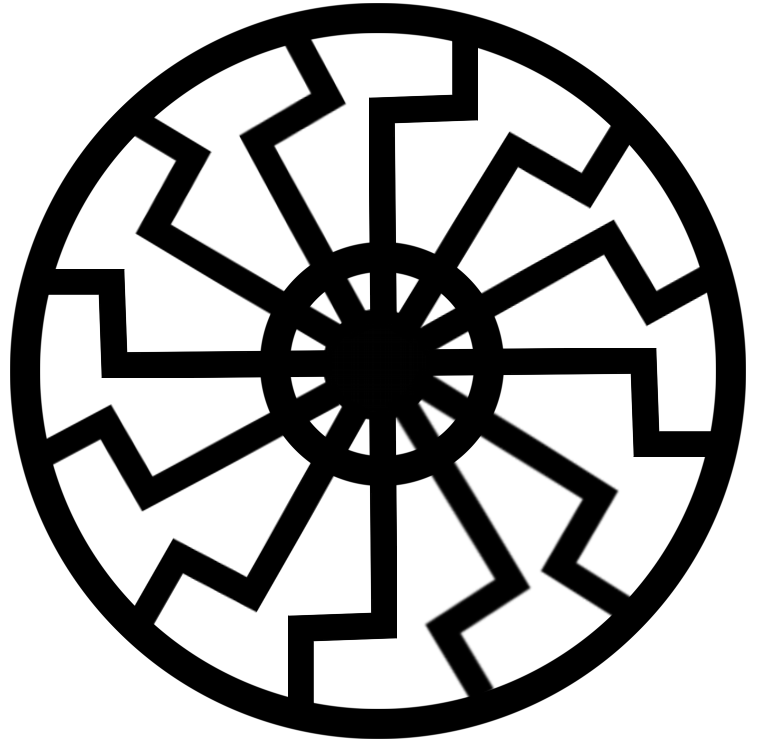
Soare negru.
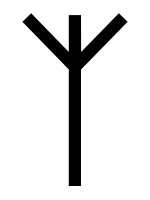
Runa Algiz.
Runa Odal.
Rune Sowilō utilizate ca simbol pentru trupele SS:
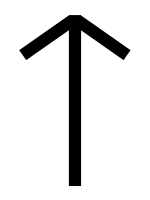
Runa Tyr.
Steagul mișcării Afrikaner Weerstandsbeweging. Se observă simbolul similar Triskelionului.
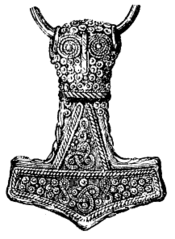
Mjölnir
Crucea Celtic pe un steag neonazist.